# Nomós Ioannínon
Nomós Ioannínon (engelska: Ioannina) är en regiondel i Grekland.  Den ligger i regionen Epirus, i den nordvästra delen av landet, 300 km nordväst om huvudstaden Aten. Antalet invånare är 167 901. Arean är 4 990 kvadratkilometer.
Kommuner i regionaldelen bildad 2011 som ersättning för  prefekturen Nomós Ioannínon med samma utbredning.

- Dimos Dodoni
- Dimos Ioannina
- Dimos Konitsa
- Dimos Metsovo
- Dimos North Tzoumerka
- Dimos Pogoni
- Dimos Zagori
- Dimos Zitsa

## Klimat
Medelhavsklimat råder i trakten. Årsmedeltemperaturen i trakten är 13 °C. Den varmaste månaden är juli, då medeltemperaturen är 26 °C, och den kallaste är februari, med 4 °C. Genomsnittlig årsnederbörd är 1 447 millimeter. Den regnigaste månaden är december, med i genomsnitt 226 mm nederbörd, och den torraste är augusti, med 20 mm nederbörd.